# Фелипе III
Филип III (на испански: Felipe III; на португалски: Filipe II) е крал на Испания, Неапол и Сицилия и крал на Португалия от 1598 до 1621.

## Произход и възкачване на престола
Роден е на 14 април 1578 година в Мадрид, Испания. Той е син на крал Филип II Испански и четвъртата му съпруга и племенница Анна Хабсбург-Австрийска.
На 13 септември 1598, след смъртта на баща си, 20-годишният Филип се възкачва на испанския престол като крал Филип III.

## Крал на Испания (1598 – 1621)

### Вътрешна политика
Филип III е първият от поредицата испански монарси, които не се интересуват от управлението на държавните дела и което довежда Испания до краен вътрешен упадък и външнополитическо безсилие. Ленив, невежа и суеверен, Филип III се обгражда с бездарни министри, които работят за собственото си обогатяване за сметка на държавната хазна и благосъстоянието на испанския народ. С най-голямо политическо влияние по времето на Филип III се ползва неговият фаворит Франциско Гомес де Сандовал и Рохас, херцог Лерма, който се славел с изключително честолюбие и никакъв държавнически талант.
Огромният държавен дълг в размер на 140 млн. дуката, който Филип III наследява от баща си, постепенно нараства, докато източниците на приходи за хазната постоянно намаляват, народът прогресивно обеднява заради хаоса в администрацията и злоупотребите на чиновниците, а в същото време кралският двор се слави с изключителния си разкош. През 1612 г. общите приходи на испанската хазна не надвишават 27 411 415 дуката.
Силен удар върху благосъстоянието на Испания и едно от най-мрачните проявления на религиозен фанатизъм в кралството по времето на Филип III е декретът от 22 септември 1609 г. за изгонването на мориските, чрез който страната е лишена от около половин милион трудолюбиви и предприемчиви поданици с мавърски произход, но католици по вероизповедание, които са заподозрени в антидържавна дейност от властта в Испания.

### Външна политика
През 1604 г., след като Филип III се съгласява да прекрати войната с Англия, която Испания води от 1585 година, е подписан т.нар. Лондонски мирен договор.
През 1609 г. Испания подписва и Хагското примирие с провъзгласената след Нидерландската революция калвинистка Холандия, което примирие, въпреки че продължава дванадесет години, се приема за признаване на независима Холандия от страна на Филип III. Неблагоприятното за Испания последствие от договора е засилването на холандската експанзия на Карибите, въпреки че договорът съдържа клауза за разтурянето на Холандската Източноиндийска компания.
През 1618 г. Филип III изпраща подкрепление на свещения римски император Фердинанд II срещу възстаналите чешки протестанти, с което Испания официално се намесва и в Тридесетгодишната война.
По времето на Филип III продължава сближението между Испания и Кралство Франция. През 1615 г. мирът между двете страни е скрепен допълнително с династичен брак между испанския инфант (бъдещия Филип IV Испански) и френската принцеса Елизабет Бурбонска.

### Смърт
Филип III умира на 31 март 1621 г. в Мадрид на 42-годишна възраст. Според спомените на френския посланик Франсоа Басомпиер кралят умира обгорен от мангала с горящи въглища, поставен до креслото му, тъй като придворният, отговарящ за преместването на кралското кресло, не е намерен навреме, което е смешен пример за абсолютизирането на етикета в испанския двор.

## Брак и деца
На 18 април 1599 г. Филип III се жени за Маргарита Австрийска (1584-1611), която е сестра на свещения римски император Фердинанд II. Филип III и Маргарита Австрийска имат осем деца:
- Анна Австрийска (1601 – 1666), кралица на Франция като съпруга на крал Луи ХIII
- Мария (*/† 1603)
- Филип IV Испански (1605 – 1665), крал на Испания от 31 март 1621 година, крал на Португалия
- Мария-Анна Испанска (1606 – 1646), която става императрица на Свещената Римска империя
- Карлос Австрийски (1607 – 1632)
- Фердинанд Австрийски (1609 – 1641), кардинал-инфант, щатгалтер на Испанска Нидерландия
- Маргарита (1610 – 1617)
- Алфонсо (1611 – 1612)

- Портрети на децата
- Ана Австрийска
- Мария
- Филип IV Испански
- Мария-Анна Испанска
- Карлос Австрийски
- Кардинал Фердинанд
- Маргарита
- Алфонсо